# أندريا بيليسكي
أندريا بيليسكي مواليد 3 يناير 1994 في كيتشيفو، جمهورية مقدونيا، هي لاعبة كرة يد مقدونية تلعب كظهير أيمن. مثلت منتخب مقدونيا لكرة اليد للسيدات.